# Casa Maria Puig
La Casa Maria Puig és un edifici del municipi de Figueres (Alt Empordà) que forma part de l'Inventari del Patrimoni Arquitectònic de Catalunya.

## Descripció
Edifici situat a prop de la carretera de Figueres a Roses, a prop de l'estació de tren. És una casa unifamiliar amb planta baixa i un pis. La planta baixa presenta tres portals d'entrada, emmarcats amb arcs rebaixats amb dovella en el centre com a ornament. El primer pis presenta tres balcons emmarcats amb motllura. Per sobre hi ha un fris esgrafiat amb decoració geomètrica-floral. Hi ha forats de ventilació. Terrassa amb barana amb balustrada tripartida. Segons l'informe de Patmapa, la Senyora Maria Puig, Mestressa de la Casa quan es va fer l'entrevista, recordava únicament que el senyor Lluís Coll va fer una reforma a la casa. No hi ha notícies de l'arquitecte.